# Григорианское пение

Одна из древнейших рукописей григорианского хорала, Laon 239 (начало X века), f.3r. В центре — невмированный интроит Ad te levavi

Григориа́нское пение (лат. cantus Gregorianus; англ. Gregorian chant, фр. chant grégorien, нем. gregorianischer Gesang, итал. canto gregoriano), григорианский хорал, cantus planus — литургическая монодия римско-католической церкви.

## Термин
Термин «григорианское пение» происходит от имени Григория I Великого, Папы Римского в 590—604 годах, которому позднейшая средневековая традиция приписывала авторство большинства песнопений римской литургии. Реальная роль Григория ограничивалась, по-видимому, лишь канонизацией литургического обихода, возможно, антифонария.
Слово хорал в русском языке используется многозначно (часто в смысле четырёхголосной обработки церковных песен лютеран, также в музыковедческих трудах — в словосочетании «хоральный склад» [подразумевается, многоголосия]), поэтому для обозначения богослужебной монодии католиков целесообразно пользоваться аутентичным средневековым термином cantus planus («плавный распев», «плавное пение», «ровный распев», «простой распев» — подразумевается свободный «декламационный» ритм, не выписанный в нотах и диктуемый исключительно молитвословием).
Русский термин «григорианский хорал» происходит от нем. gregorianischer Choral, который по-прежнему широко распространён в немецкоязычных странах.

## Главные особенности
Григорианское пение одноголосно (монодического склада), хотя в ходе исторического развития григорианский хорал систематически использовался как основа многоголосной церковной музыки: от раннего органума до мессы высокого Возрождения.
Языковая основа григорианского пения — латынь. Некоторые распевы звучали на греческом языке (например, Kyrie eleison; см. также Импроперий). Тексты брались в основном из латинской Библии — (дореформенной) Вульгаты и латинских переводов Священного Писания — иеронимовских, а нередко и более древних (Vetus Latina). Чаще других в плавном распеве использованы тексты псалмов (как правило, отдельных стихов, редко — псалом полностью) и новозаветных песней библейских. Удельный вес и особенно частотность использования свободно сочинённых текстов в богослужебной монодии католиков (около 300 гимнов, например, Veni creator Spiritus, 5 «тридентских» секвенций, например, Dies irae) незначительны. После Второго Ватиканского собора традиционно латинские распевы позволяется исполнять в переводах на (любые) современные языки, в т. ч. и в новейших русских переводах.
Григорианское пение нельзя воспринимать как абсолютную музыку, сущность его — распев текста, омузыкаленная (или даже «озвученная») молитва. Именно текст обусловливает свободный ненотируемый ритм распева, включая тончайшие ритмические нюансы, например, небольшое удлинение или уменьшение длительностей, лёгкие акценты внутри групп из кратких звуков, паузы разной величины между разделами «молитвословной» формы и т. д.

### Принципы классификации
Григорианские распевы (тексты и музыка) классифицируются по литургической функции (песнопения оффиция и песнопения мессы) и по приуроченности к календарному празднику. Песнопения ординарные возобновляются с неизменными текстами (с изменением музыки) независимо от конкретного праздника или конкретной службы (например, Sanctus мессы, магнификат вечерни); песнопения проприальные (и текст и музыка) меняются в зависимости от церковного праздника (например, интроиты мессы и антифоны оффициев в праздничных службах, приуроченных к поминовению святых).
По степени мелодизации текста распевы подразделяются на силлабические (1 звук на 1 слог текста), невматические (2-3 звука на 1 слог) и мелизматические (неограниченное количество звуков на 1 слог). К первому типу относятся речитативные аккламации, псалмы и большинство антифонов оффиция, ко второму — преимущественно интроиты, коммунио (причастный антифон) и некоторые ординарные песнопения мессы, к третьему — большие респонсории оффиция и мессы (то есть градуалы), тракты, аллилуйи, оффертории и др.
По типу исполнения григорианское пение подразделяется на антифонное (чередование двух групп певчих, так исполняются, например, все псалмы) и респонсорное (пение солиста чередуется с пением ансамбля/хора). Община в богослужебном пении в целом участие не принимает (за исключением некоторых общих молитв).
Ладово-интонационная основа григорианского пения — восемь модальных ладов, называемых также церковными тонами. Отсюда ещё один принцип классификации плавных распевов — по тону, к которому они приписаны, например, «магнификат первого тона», «магнификат второго тона», «магнификат третьего тона» и т. д., «градуал Ex Sion пятого тона», «тракт Qui habitat второго тона», «интроит Oculi mei седьмого тона» и т. д.

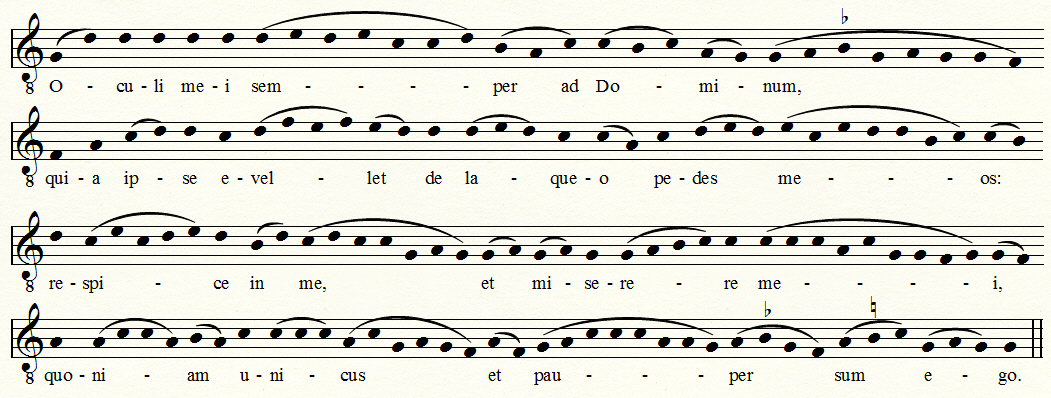
Интроит «Oculi mei». Дата: IX век. Текст: стихи 15-16, 1-2 из псалма 24. Мелодика: образец развитого мелизматического стиля, с характерной репетицией унисона (например, в словах unicus и pauper); во избежание тритона в прямом движении (в словах Dominum и pauper) возможна замена h на b, обычная для миксодиатоники григорианской монодии. Лад: седьмой тон, с характерной мелодической формулой начала, финалисом g, вторичными устоями d (нормативная реперкусса), c (тон речитации в 3-й и 4-й строках) и f (ультимы первой и третьей строчных каденций).

## Исторический очерк
Григорианское пение сложилось в культурно-интеллектуальных центрах империи Каролингов (на территории современной Франции, Бельгии, Германии, Швейцарии и Северной Италии) в VIII—IX веках, в результате отбора, переработки и унификации различных богослужебных распевов. Принято считать, что в григорианике синтезированы интонационные формулы восточно-средиземноморских музыкальных культур и фольклор германских и кельтских племен, хотя прямых доказательств «ориентальных» и особенно фольклорных заимствований в древнейших её образцах наука не приводит.
Древнейшие рукописи григорианики содержат только тексты — это тонарии, выполнявшие роль памятки для певчих, и отдельные певческие книги («антифонарии мессы», то есть градуалы). Самый ранний тонарий (из франкского монастыря Сен-Рикье) датируется концом VIII века; из IX века сохранилось тонарии из Сен-Дени, Меца, Компьена, Корби и др. Шесть наиболее древних ненотированных певческих книг преимущественно IX века (градуалы из Монцы, швейцарского Рейнау, Компьена, Корби, Санлиса и Монт-Бландена) опубликованы Рене Эсбером в антологии Antiphonale missarum sextuplex.
Первые полностью нотированные певческие книги, которые дошли до нас, датированы X веком (градуалы и антифонарии из Санкт-Галлена, Айнзидельна, Лана, Шартра и др.). Первоначально григорианское пение записывалось при помощи безлинейной невменной нотации, на основе которой в XII веке возникла линейная квадратная нотация. К XII—XIII векам григорианское пение утвердилось на территории от Британских островов до западно-славянских стран (Польша, Чехия).
С XIII века богослужебное пение западных католиков получило название cantus planus (буквально «плавный» или «ровный» распев) — подразумевается, одноголосный распев с ненотированным ритмом, в противовес cantus mensuratus (или mensurabilis, буквально «размеренный», то есть мензурированный или мензуральный), то есть многоголосной музыке с зафиксированным в нотации ритмом. Ныне термином cantus planus (англ. plainchant, фр. plain-chant и т. д.) нередко называют совокупность всех региональных традиций («диалектов») григорианского пения.
В позднем Средневековье, в эпоху Возрождения, в музыке барокко и в XVIII—XIX веках cantus planus послужил тематической и конструктивной основой многоголосной музыки (в т. ч. и особенно как cantus firmus). В песнопениях появились мелодические обороты, существенно отличающиеся от первоначальных форм. Реконструкция аутентичных текстов и мелодий григорианского пения началась во второй половине XIX века усилиями французских учёных-бенедиктинцев и привела к появлению так называемых солемских (от Солемского аббатства во Франции) изданий градуала, антифонария и других обиходных певческих книг.
К григорианскому пению условно относят также музыкальные памятники средневековой латинской гимнографии — тропы, секвенции, строфические гимны оффиция и сотни сочинений в других жанрах. Эти (позднейшие) образцы духовного «паралитургического» творчества, не включённые Ватиканом в канон богослужебного пения, стали предметом изучения медиевистов в XIX—XX веках. Несмотря на их титанические усилия (например, см. серии Analecta hymnica, Monumenta monodica Medii Aevi, отчасти Paléographie musicale), огромная часть средневековой гимнографии до сих пор не опубликована.
В Новое время особенно популярные григорианские мелодии (Salve Regina, Te Deum, Stabat mater и др.) использовались и вне богослужебной практики, некоторые из них (особенно часто Dies irae) приобрели символическое значение и широко внедрялись «светскими» композиторами в свои опусы.

## Региональные традиции распева
В западной науке последних десятилетий утвердилась точка зрения на григорианское пение как на мейнстрим западно-христианской церковной музыки от её позднеантичных истоков до конца Средневековья. Вместе с тем, исследователи подчёркивают историческую значимость региональных традиций распева. Среди них выделяют, главным образом
- амвросианский распев;
- староримский распев;
- беневентанский распев;
- мозарабский (мосарабский) распев;
- галликанский распев.

Эти региональные традиции (своего рода «диалекты») распева, возникшие до григорианики, в течение IX—XI веков были упразднены Римом, который своей властью стремился унифицировать литургию и, в том числе, её музыкальное оформление. В ходе этой унификации местные нотные рукописи (обиходные певческие книги) были по большей части уничтожены. Чудом сохранившиеся отдельные (и весьма поздние в сравнении с древнейшими григорианскими) нотные рукописи с записями региональных распевов хранят следы оригинальной специфики, прежде всего, в том что касается литургических жанров и форм, в характере развёртывания мелодии и в звуковысотности (гармонии) распева в целом.

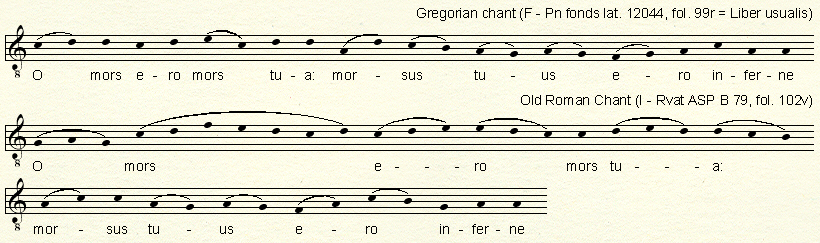
Сравнение «стандартной» (григорианской) и староримской версий антифона «O mors» показывает существенное различие в методах вокализации текста и в структуре мелодической линии

Так, сравнение григорианского и староримского распевов одного и того же молитвословного текста показывает пышную мелизматику региональной традиции по сравнению с более строгой невматикой григорианского мейнстрима (см. нотный пример). В области звуковысотности отличие региональных распевов от «стандартных» григорианских в том, что более древние региональные распевы не придерживаются системы восьми церковных тонов, утвердившейся в западной Европе во времена империи Каролингов. В качестве одной из причин такого расхождения в гармонии учёные называют непосредственные контакты создателей региональных распевов с Византией. Установление специфики ладового строения в региональных распевах затруднено в связи с тем, что документальных свидетельств для анализа недостаточно; кроме того, ряд имеющихся старинных нотных памятников (например, древнейших мозарабских) не поддаётся расшифровке.
В исполнительской практике начиная с 1980-х гг. предпримнимаются попытки «исторических реконструкций» региональных традиций распева — амвросианской, мозарабской, беневентанской, староримской (например, в интерпретациях ансамбля «Органум» под руководством Марселя Переса). Поскольку нотные рукописи региональных традиций имеют более позднее происхождение (XII—XVI вв.), чем древнейшие рукописи «мейнстрима», а старинных свидетельств теоретиков о региональной специфике практически нет, такие реконструкции носят выраженно экспериментальный характер.
Григорианское пение иногда используется также в популярной музыке (Enigma, Gregorian, Era, Lesiem, E Nomine и др.).